# Municipio de Blue Springs-Wymore
El municipio de Blue Springs-Wymore (en inglés: Blue Springs-Wymore Township) es un municipio ubicado en el condado de Gage en el estado estadounidense de Nebraska. En el año 2010 tenía una población de 1929 habitantes y una densidad poblacional de 20,67 personas por km².

## Geografía
El municipio de Blue Springs-Wymore se encuentra ubicado en las coordenadas 40°7′46″N 96°37′58″O / 40.12944, -96.63278. Según la Oficina del Censo de los Estados Unidos, el municipio tiene una superficie total de 93.35 km², de la cual 91,88 km² corresponden a tierra firme y (1,57 %) 1,47 km² es agua.

## Demografía
Según el censo de 2010, había 1929 personas residiendo en el municipio de Blue Springs-Wymore. La densidad de población era de 20,67 hab./km². De los 1929 habitantes, el municipio de Blue Springs-Wymore estaba compuesto por el 95,54 % blancos, el 0,1 % eran afroamericanos, el 0,88 % eran amerindios, el 1,35 % eran de otras razas y el 2,13 % eran de una mezcla de razas. Del total de la población el 2,28 % eran hispanos o latinos de cualquier raza.